# グウィン・エヴァンス
グウィン・エヴァンス（英: Gwynne Evans、1880年9月3日 - 1965年1月21日）は、アメリカ合衆国の競泳、水球選手。競泳の得意種目は自由形。
1904年セントルイスオリンピックに出場し、4×50ヤード自由形リレーでアメリカ代表チームの一員として銅メダルを、また水球でもミズーリアスレチッククラブ水球チームの一員として銅メダルをそれぞれ獲得した。